# Edens Zero
Edens Zero (jap. エデンズ ゼロ) ist eine Mangaserie von Hiro Mashima, die von 2018 bis 2024 in Japan erschien. Das Werk ist in die Genres Shōnen, Fantasy und Action einzuordnen und wurde in mehrere Sprachen übersetzt. 2021 und 2023 erschien eine Anime-Adaption.

## Inhalt
In einem von magischem Ether belebten Universum existieren viele kleine Welten, in denen der Ether jeweils unterschiedliche, außergewöhnliche Phänomene verursacht. Auf einer dieser Welten ist Shiki Granbell aufgewachsen, als einziger Mensch unter Robotern, die einen verlassenen Freizeitpark betreiben. Eines Tages wird der Park von Rebecca und ihrer kybernetischen Katze Happy besucht, um dort Videos für die Plattform B-Cube zu drehen. Als die Roboter die beiden angreifen, um den Planeten zu verlassen und die Menschheit zu erobern, fliehen sie gemeinsam mit Shiki. Sie begeben sich auf die Suche nach Mother, der legendären Göttin des Kosmos. Dabei erlangen sie das Raumschiff „Edens Zero“, mit dem sie fortan reisen.

## Veröffentlichung

### Manga
Die Serie erschien vom 27. Juni 2018 bis 26. Juni 2024 im Shōnen Magazine. Dessen Verlag Kodansha brachte die Kapitel auch gesammelt in insgesamt 33 Bänden heraus. Diese verkauften sich jeweils bis zu 98.000 Mal.
Eine deutsche Übersetzung des Mangas erscheint seit April 2019 bei Carlsen Manga in bisher 30 Bänden (Stand Juli 2025). Pika Édition bringt eine französische Fassung heraus, Norma Editorial eine spanische, Edizioni Star Comics eine italienische und Kodansha selbst eine englische.

### Animeserie
Der Anime entstand beim Studio J.C.Staff unter der Regie von Shinji Ishihara und nach einem Drehbuch von Mitsutaka Hirota. Sie wurde vom 11. April 2021 bis 3. Oktober 2021 sowie vom 2. April bis 1. Oktober 2023 in zwei Staffeln im japanischen Fernsehen gezeigt, die je 25 Folgen umfassen. Regie führten Shinji Ishihara, Yūji Suzuki (Staffel 1) und Toshinori Watanabe (Staffel 2), die Drehbücher stammen von Mitsutaka Hirota und die Musik von Yoshihisa Hirano.
Eine deutschsprachige Veröffentlichung der ersten Staffel fand ab dem 26. August 2021 auf Netflix statt.

#### Synchronisation
Eine deutsche Vertonung entstand bei TV+Synchron in Berlin unter der Dialogregie von Charlotte Uhlig.
| Rolle              | japanischer Sprecher (Seiyū) | deutsche Sprecher      |
| ------------------ | ---------------------------- | ---------------------- |
| Shiki Granbell     | Takuma Terashima             | Tim Schwarzmaier       |
| Rebecca Bluegarden | Mikako Komatsu               | Franziska Trunte       |
| Happy              | Rie Kugimiya                 | Charlotte Uhlig        |
| Homura Kogetsu     | Shiki Aoki                   | Katharina Schwarzmaier |
| Weisz Steiner      | Hiromichi Tezuka             | Julian Tennstedt       |
| E.M. Pino          | Shiori Izawa                 | Helen Malin Blaschke   |
| Sister Ivry        | Yukio Fujī                   | Esra Vural             |